# Белица (Силистренская область)
Белица (болг. Белица) — село в Болгарии. Находится в Силистренской области, входит в общину Тутракан. Население составляет 620 человек.

## Политическая ситуация
В местном кметстве Белица, в состав которого входит Белица, должность кмета (старосты) исполняет Костадин Илиев Манев (коалиция в составе 2 партий: Болгарский земледельческий народный союз (БЗНС), национальное движение «Симеон Второй» (НДСВ)) по результатам выборов.
Кмет (мэр) общины Тутракан — Георги Димитров Георгиев (Болгарская социалистическая партия (БСП)) по результатам выборов.